# NGC 6982
NGC 6982 ist eine ringförmige Balken-Spiralgalaxie vom Hubble-Typ SBa im Sternbild Indianer am Südsternhimmel. Sie ist schätzungsweise 210 Millionen Lichtjahre von der Milchstraße entfernt und hat einen Durchmesser von etwa 60.000 Lj.
Im selben Himmelsareal befindet sich u. a. die Galaxie NGC 6984.
Das Objekt wurde am 8. Juli 1834 von John Herschel entdeckt.